# Феличкин, Юрий Михайлович
Ю́рий Миха́йлович Фе́личкин (15 апреля 1904, Порт-Артур — 14 февраля 1992, Измаил, Украина) — советский разведчик, филолог, педагог.

## Биография
Родился 15 апреля 1904 года в Порт-Артуре, где его отец, Михаил Дмитриевич Феличкин, служил в 1-м Восточно-Сибирском стрелковом полку. Капитан знаменитого крейсера «Варяг» Всеволод Руднев был крестным отцом старшего брата Юрия Феличкина, Бориса.
С мая 1911 М. Д. Феличкин — екатеринославский полицмейстер. 6 мая 1915 он назначен исполняющим  должность читинского полицмейстера. С 6 ноября 1915 М. Д. Феличкин — рижский полицмейстер. Позже — полковник, начальник контрразведки 12-й русской армии в Прибалтике в Первую мировую войну.  После революции отец — в эмиграции во Франции. Умер в Париже 10 февраля 1943 года. 
В 15 лет Ю. Феличкин бежал из родительского дома в Одессе и стал бойцом 9-й гаубичной батареи 3-й Советской Украинской армии (впоследствии именовалась 14-й). В июне 1919 года при наступлении армии Деникина части Красной Армии отступали и были частично разбиты. Феличкин попал в плен, от расстрела его спас генерал И. Г. Эрдели, знакомый отца. Вернулся в Одессу.
С родителями уехал в Турцию. Был отправлен родителями в Чехословакию, где под городком Моравска-Тршебова окончил русскую гимназию с золотой медалью в июне 1923 года.
Сбежал в Бельгию, где учился в Лёвенском католическом университете. Не окончив его, уехал во Францию, где поступил в военную академию Сен-Сир и успешно окончил её. Феличкин не принял французского подданства и потому был направлен в Алжир, в иностранный легион, но отказался ехать и демобилизовался. Работал разносчиком товаров, помощником кондитера, журналистом, шофёром.
В 1937 году вступил во Французскую коммунистическую партию. В том же году поехал в Испанию, участвовал в гражданской войне на стороне Республиканской армии. Во время гитлеровской оккупации Франции был участником движения Сопротивления. Окончил войну майором французской армии.
После войны стал активным членом только что образованного общества «СССР — Франция». За просоветские взгляды и агитацию, а также как иностранец, подозреваемый в шпионаже в пользу СССР, депортирован французскими властями в Восточный Берлин (советская зона оккупации).
В 1950 году стал гражданином СССР. С 1952 по 1956 год — советский разведчик сначала в американском, затем в английском секторе Берлина. Был выдан предателем и арестован органами английской контрразведки MI 5. В том же 1956 году руководители советской разведки группы советских оккупационных войск обменяли его на английского шпиона. В дальнейшем Феличкин жил в Москве, Ташкенте, Таганроге. В 1960-х годах занимался переводами на французский язык.
Работал в Таганрогском государственном педагогическом институте.
Кандидат филологических наук. Тема диссертации — «Передача национального колорита при переводе поэзии» (по материалам французских переводов Блока, Маяковского, Есенина, Твардовского). Переехал в Измаил. Преподавал французский язык в Измаильском педагогическом институте.
В 1992 году трагически погиб.

## Государственные награды
- Медаль Сопротивления (Франция).
- Военный крест (Франция).

## Книги Юрия Феличкина
- Феличкин Ю. М. Как я стал двойником: Воспоминания. — Ростов н/Д: Ред. журн. «Дон», 1990. — 160 с. — ISBN 5-7509-0206-4.